# Высокое искусство (Чуковский)
«Высокое искусство. Принципы художественного перевода» — книга Корнея Чуковского

## История создания книги
Всё началось со спора Николая Гумилёва и Корнея Чуковского на одном из заседаний редколлегии издательства «Всемирная литература».
Сам Корней Иванович так пишет об этом в дневнике (запись за 12 ноября 1918 года):
На заседании была у меня жаркая схватка с Гумилёвым. Этот даровитый ремесленник вздумал составлять Правила для переводчиков. По-моему, таких правил нет. Какие в литературе правила — один переводчик сочиняет, и выходит отлично, а другой и ритм даёт и всё, — а нет, не шевелит. Какие же правила? А он — рассердился и стал кричать. Впрочем, он занятный, и я его люблю
Видимо, Николай Степанович оказался достаточно убедителен, потому что 12 января 1919 года Корней Чуковский прочитал лекцию о переводах, текст которой и стал основой его статьи, вошедшей затем в брошюру вместе со статьей Николая Гумилёва «О стихотворных переводах», сделанной также на основе лекции.
Первое издание «Принципов художественного перевода» вышло в 1919 году.
Брошюра была сделана как пособие для переводчиков, работающих для «Всемирной литературы», и в продажу не поступала.
В следующем, 1920 году брошюра была переиздана с добавлением двух статей Ф. Д. Батюшкова «Задачи художественных переводов» и «Язык и стиль».
Идея понравилась, и скоро был создан курс для обучения профессии переводчика художественного произведения. Лекции в его рамках читали Н. Гумилёв и К. Чуковский.
После расстрела Н. Гумилёва в августе 1921 года переиздавать эту брошюру в первоначальном виде было невозможно (Батюшков погиб на год раньше). А с утверждением политики насильственного вычеркивания Николая Степановича из истории литературы его роль в создании этой книги и первой советской школы переводчиков была забыта.
Значительно дополненная, статья вышла в издательстве «Academia» в 1930 году. Причём, к статье «Искусство перевода» Чуковского была присоединена статья молодого ленинградского лингвиста Андрея Фёдорова «Приёмы и задачи художественного перевода». В 1936 году часть книжки Чуковского вышла в дополненном варианте всё в том же издательстве отдельной книгой и под тем же заглавием. Перед самым началом Великой Отечественной войны та же книжка, исправленная и дополненная, была переиздана «Гослитом» под заглавием «Высокое искусство». Но, по словам писателя, «вряд ли она вызвала в читателях большой интерес, так как, естественно, все их внимание поглотила война. Книжка прошла незамеченной».
Через четверть века Чуковский снова вернулся к своей книге, и решил написать её вновь и на новом материале, сохранив, однако, из прежних страниц главным образом те, которые, как он надеялся, могли бы быть небесполезны для современного читателя. Книга появилась в издательстве «Искусство» в 1964 году. В 1966 году она вошла в состав III тома собрания сочинений Корнея Чуковского. Чуковский и тогда не прекратил перерабатывать текст. Последнее прижизненное издание книги увидело свет в 1968 году.
Впрочем, о переводческих огрехах Чуковский писал и раньше — например, в статье «В защиту Шелли» (1907, журнал «Весы»), посвящённой переводам английского поэта, выполненным Константином Бальмонтом.
В 5 главе («Стиль») издания 1964 года изображён "показательный суд" с речами прокурора, адвоката и председателя над переводчиками, пренебрегающими переводом просторечий, где в качестве примера используется «Один день Ивана Денисовича». Из позднейших советских изданий (1968 и 1988) по требованию цензуры были изъяты все упоминания Солженицына и его рассказа. Исключённые цензурой фрагменты были впервые восстановлены в издании 2001 года в 3 томе Собрания сочинений Чуковского.
В издание 1988 года в качестве приложения была включена неоконченная статья Чуковского «Онегин на чужбине», посвящённая истории переводов «Евгения Онегина» на английский язык и комментариям Набокова к роману Пушкина. Согласно краткому послесловию Елены Чуковской, Корней Иванович планировал включить эту статью в книгу, но не успел завершить её.
В 1984 году книга вышла на английском под названием «The Art of Translation: Kornei Chukovsky's a High Art» в переводе профессора Лорена Дж. Лейтона.

## Содержание
Книга подразделена на несколько глав, представляющих собой:
- рассуждения о том, чем должен владеть переводчик («Словарные ошибки», «Перевод — это автопортрет переводчика», «Неточная точность», «Бедный словарь — и богатый», «Стиль», «Слух переводчика. — Ритмика. — Звукопись», «Синтаксис. — Интонация. — К методике переводов Шекспира»);
- этюды о переводчиках новой эпохи («Маршак», «В защиту Бёрнса», «Высокие звезды» (о Расуле Гамзатове и его переводчике Науме Гребневе), «Ещё про неточную точность», «Дон Жуан» (о переводе поэмы Джорджа Байрона, выполненном Татьяной Гнедич), «Сердцебиение любви» и «Записки пострадавшего» (об иностранных переводчиках детских сказок Чуковского);
- глава «Переводы прежде и теперь»;
- «Русские кобзари» (о переводах произведений Тараса Шевченко на русский язык).[6]